# Miami County (Kansas)
Das Miami County ist ein County im US-Bundesstaat Kansas. Der Verwaltungssitz (County Seat) ist Paola. Das U.S. Census Bureau hat bei der Volkszählung 2020 eine Einwohnerzahl von 34.191 ermittelt.
Das Miami County ist Bestandteil der Metropolregion Kansas City.

## Geographie
Das County liegt im Osten von Kansas, grenzt an Missouri und hat eine Fläche von 1528 Quadratkilometern, wovon 35 Quadratkilometer Wasserfläche sind. Es grenzt an folgende Countys:
| Douglas County  | Johnson County |                         |
| Franklin County |                | Cass County (Missouri)  |
| Anderson County | Linn County    | Bates County (Missouri) |

## Geschichte
Das Miami County wurde am 25. August 1855 gebildet und gehört zu den ersten 33 Countys, die von der ersten Territorial-Verwaltung gebildet wurden. Benannt wurde es nach den Miami, einem Stamm der amerikanischen Ureinwohnern.

### Historische Objekte
Nordwestlich von Osawatomie und südöstlich von Stanton auf der 335th Street befindet sich die Carey’s Ford Bridge. Die 1909 fertiggestellte Brücke wurde am 4. Januar 1990 vom National Register of Historic Places unter der Nummer 89002179 als historisches Denkmal aufgenommen. Insgesamt sind 14 Bauwerke und Stätten des Countys im National Register of Historic Places eingetragen (Stand 30. August 2017).

## Demografische Daten
Nach der Volkszählung im Jahr 2010 lebten im Miami County 32.787 Menschen in 11.543 Haushalten. Die Bevölkerungsdichte betrug 22 Einwohner pro Quadratkilometer.
Ethnisch betrachtet setzte sich die Bevölkerung zusammen aus 95,2 Prozent Weißen, 1,3 Prozent Afroamerikanern, 0,6 Prozent amerikanischen Ureinwohnern, 0,4 Prozent Asiaten sowie aus anderen ethnischen Gruppen; 1,9 Prozent stammten von zwei oder mehr Ethnien ab. Unabhängig von der ethnischen Zugehörigkeit waren 2,5 Prozent der Bevölkerung spanischer oder lateinamerikanischer Abstammung.
In den 11.543 Haushalten lebten statistisch je 2,59 Personen.
26,4 Prozent der Bevölkerung waren unter 18 Jahre alt, 62,3 Prozent waren zwischen 18 und 64 und 11,3 Prozent waren 65 Jahre oder älter. 49,9 Prozent der Bevölkerung war weiblich.

Das jährliche Durchschnittseinkommen eines Haushalts lag bei 57.705 USD. Das Prokopfeinkommen betrug 26.520 USD. 9,1 Prozent der Einwohner lebten unterhalb der Armutsgrenze.

## Städte und Gemeinden
Citys
| - Fontana - Louisburg - Osawatomie | - Paola - Spring Hill1 |

1 – teilweise im Johnson County

Unincorporated Communitys
- Antioch
- Beagle
- Block
- Bucyrus
- Chiles
- Henson
- Hillsdale
- Jingo
- Lento
- New Lancaster
- O’Brien
- Ringer
- Somerset
- Stanton
- Wagstaff
- Wea

Townships
- Marysville Township
- Miami Township
- Middle Creek Township
- Mound Township
- Osage Township
- Osawatomie Township
- Paola Township
- Richland Township
- Stanton Township
- Sugar Creek Township
- Ten Mile Township
- Valley Township
- Wea Township